# Древнеегипетская философия

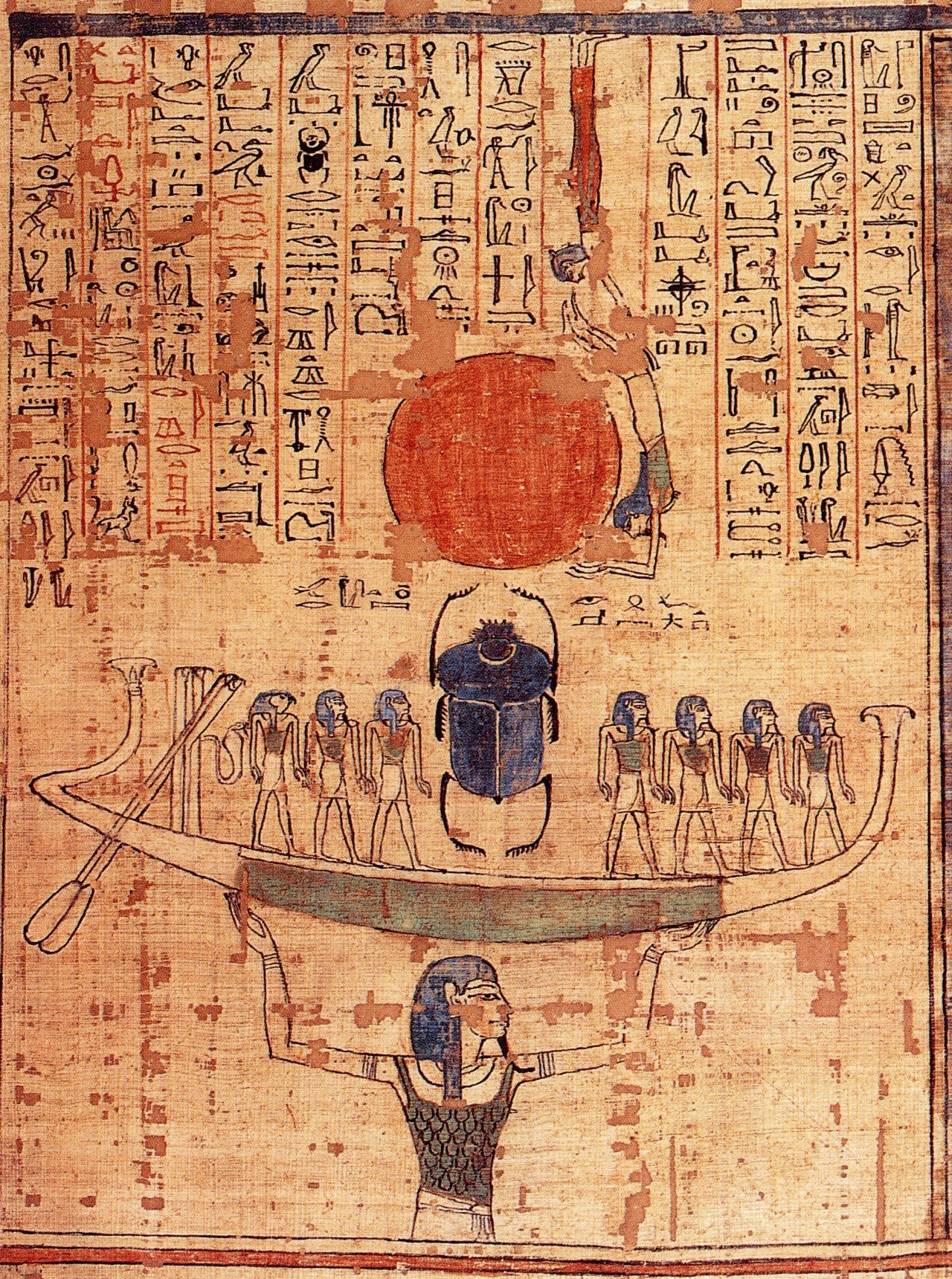
Нун, воплощение первичных вод, поднимает к небесам барку бога солнца Ра в момент первотворения.

Философия древних египтян известна плохо. Одни специалисты считают, что она легла в основу древнегреческой философии, другие исключают влияние на мыслителей Европы и Азии. Особенность её заключалась в том, что она была гибкой, практичной и в ней уделялось большое внимание эмоциям.

## Особенности
Философия была очень тесно связана с управлением и правосудием. Многие тексты носили поучительный характер, рассказывая о правилах поведения (Поучения Кагемни). В древнеегипетской философии не обсуждается теория познания, однако в ней обсуждаются способы обучения справедливости. В ней не описывалась политическая система, однако в некоторых записях рассматриваются последствия отсутствия как законного правителя, так и будущих претендентов на власть (Пророчество Неферти). Методы убеждения, такие как греческая риторика, также не обсуждались.

### Гибкость
Как считает египтолог Эрик Хорнунг, ответы древних египтян на философские вопросы были очень гибкими. Вместо того, чтобы предлагать определённые ответы, философия египтян была плюралистичной, и несколько толкований происхождения мира считались одинаково верными.

### Практичность
Философия древних египтян была практичной, то есть какие-либо жизненные ситуации рассматривались без привлечения общих законов. Маат была понятием справедливости у египтян, посредством которой можно было решить проблемы. Пожилые люди передавали будущему поколению все свои знания о том, с какими проблемами им предстоит столкнуться и как их можно решить.
Б. А. Тураев первым указал на общечеловеческий смысл «Песни Арфиста», на их переклички с отдельными фрагментами аккадского «Эпоса о Гильгамеше» и древнееврейской Книги Екклесиаста, также говорящих о бренности бытия и необходимости вопреки этому радоваться жизни.

### Эмоциональность
В те времена, когда египтяне осознали силу эмоций, они решительно выступили против преходящих чувств. Совершенным считался такой человек, который умел контролировать свои эмоции и мысли, прежде чем что-либо предпринимать. Его полной противоположностью был вспыльчивый и агрессивный человек, который руководствовался только своими эмоциями (Папирус Ани).

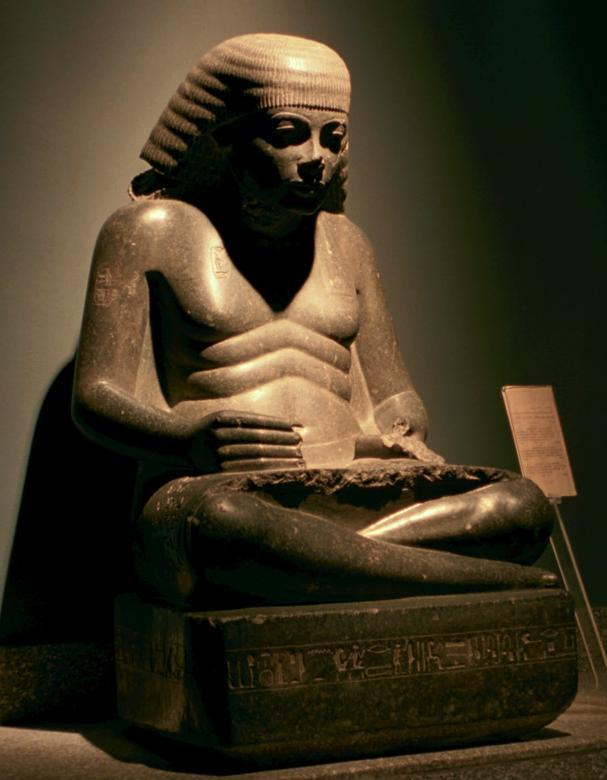
Аменхотеп, сын Хапу. Луксорский музей, Египет

## Древнеегипетские мыслители
- Имхотеп
- Птаххотеп
- Кагемни
- Аменхотеп, сын Хапу
- Хети

## Влияние
Одни специалисты считают, что древнеегипетская философская мысль легла в основу древнегреческой философии. Плутарх писал:

Дают нам свидетельства и мудрейшие из эллинов: Солон, Фалес, Платон, Эвдокс, Пифагор и, как некоторые утверждают, Ликург, которые приезжали в Египет и общались с жрецами. Говорят, что Эвдокс учился у Ксонофея из Мемфиса, Солон — у Сонхита из Саиса, Пифагор — у гелиополита Ойнуфея. Особенно, кажется, этот последний, восхитительный сам и восхищавшийся жрецами, подражал их таинственной символике, облекая учение в иносказание.

Другие исследователи исключают влияние древнеегипетской философии на мыслителей Европы и Азии.